# كأس الإنتركونتيننتال 1963
بطولة كأس الامنركونتيننتال 1963 الرابعة بين بطل أوروبا وبطل أمريكا الجنوبية ن جرت بين ناديي ميلان الإيطالي وسانتوس البرازيلي. وبعد التعدل التام بين نتيجتي المباراتين تم الاحتكام إلى مباراة ثالثة جرت في البرازيل ليفوز سانوس باللقب للمرة الثانية وهي الحالة الأولى بالبطولة التي يتم الاحتكام بها إلى مباراة ثالثة

## المباراة الأولى
جرت في إيطاليا 16 أكتوبر 1963 وفاز ميلان 4-2

## المباراة الثانية
جرب بالبرازيل في 14 نوفمبر وفاز سانتوس 4-2

## المباراة الثالثة
جرت بابرازيل في 16 نوفمبر وفاز سانتوس بالوقت الإضافي بهدف وحيد سجله دالمو غاسبر